# Mouhers
Mouhers – miejscowość i gmina we Francji, w Regionie Centralnym, w departamencie Indre.
Według danych na rok 1990 gminę zamieszkiwało 269 osób, a gęstość zaludnienia wynosiła 15 osób/km² (wśród 1842 gmin Regionu Centralnego Mouhers plasuje się na 872. miejscu pod względem liczby ludności, natomiast pod względem powierzchni na miejscu 749.).